# Herman Nordström
Herman Engelbert Nordström i riksdagen kallad Nordström i Torsby och Nordström i Mölnerud, född 11 augusti 1882 i Fryksände församling, Värmlands län, död 9 januari 1967 i Fryksände församling, var en svensk hemmansägare, byggnadsarbetare och riksdagspolitiker (socialdemokrat).
Nordström var byggnadsarbetare i Torsby i Värmland. I riksdagen var han ledamot av andra kammaren 1912-1917 och från 1933. Han var bl.a. ledamot i konstitutionsutskottet.